# Drapetis sanguinea
Drapetis sanguinea är en tvåvingeart som beskrevs av Lynch Arribalzaga 1878. Drapetis sanguinea ingår i släktet Drapetis och familjen puckeldansflugor. Inga underarter finns listade i Catalogue of Life.